# BH Tennis Open International Cup 1998
Il BH Tennis Open International Cup 1998 è stato un torneo di tennis facente parte della categoria ATP Challenger Series nell'ambito dell'ATP Challenger Series 1998. Il torneo si è giocato a Belo Horizonte in Brasile dal 10 al 16 agosto 1998 su campi in cemento.

## Vincitori

### Singolare
Francisco Costa ha battuto in finale  Gastón Gaudio 4-6, 6-2, 6-4

### Doppio
Satoshi Iwabuchi /  Thomas Shimada hanno battuto in finale  Jeff Coetzee /  Damien Roberts 6-7, 7-5, 7-5